# Почётные граждане Феодосии
Почётный гражданин города Феодосия — высшее почётное звание города Феодосии, присваиваемое решением Феодосийского городского совета

## Основания для вручения

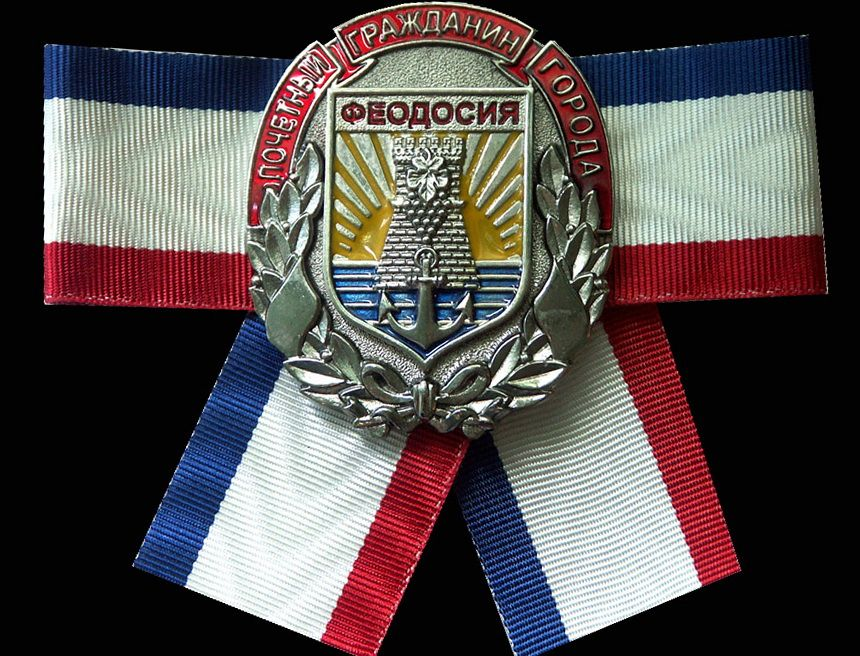
Нагрудный знак Почётного гражданина Феодосии образца вручавшегося в 2000-е годы

Присваивается на основании Положения, последняя редакция принята на 75-й сессии Феодосийского городского совета 10 июня 2017 «с целью поощрения жителей города Феодосия за выдающийся личный вклад в развитие экономики и производства; науки, культуры, искусства, спорта, воспитания и просвещения, охраны здоровья, санаторно-курортной сфере, охраны законности и правопорядка, иные направления трудовой и общественной деятельности, способствующие обеспечению благосостояния муниципального образования городской округ Феодосия Республики Крым, повышение его авторитета в Российской Федерации и за рубежом, а также в целях общественного признания личных заслуг граждан-уроженцев и жителей муниципального образования городской округ Феодосия Республики Крым, кто своим трудом и общественной деятельностью внёс достойный вклад в историю развития муниципального образования городской округ Феодосия».

## Нагрудный знак
За время существования звания имелось насколько образцов нагрудного знака, последний из них, принятый в 2017 году имеет прямоугольную колодку с надписью «Почётный гражданин города Феодосия» на поле голубой эмали.

## Список почётных граждан Феодосии
| Дата присвоения  | Портрет | Имя                                      | Годы жизни | Род деятельности | Обоснование для присвоения |
| ---------------- | ------- | ---------------------------------------- | ---------- | --- | --- |
| 17 июля 1881     |         | Иван Константинович Айвазовский          | 1817—1900  | Художник-маринист, баталист, меценат. Действительный статский советник, академик живописи, профессор Императорской Академии художеств. | на основании согласия императора Александра III, данного 14 января 1881 года |
| 1962             |         | Николай Степанович Барсамов              | 1893—1976  | Художник, искусствовед, педагог, директор картинной галереи И. К. Айвазовского в течение 45 лет. | постановление бюро Феодосийского городского комитета Компартии УССР и исполкома городского совета народных депутатов трудящихся |
| 30 марта 1966    |         | Пелагея Корниловна Поварнина             | 1899—1973  | Заслуженный врач РСФСР. | за многолетнюю работу по улучшению и совершенствованию медицинского обслуживания трудящихся города, активное участие в общественной жизни г. Феодосии (постановление бюро Феодосийского городского комитета Компартии Украины и исполкома городского Совета депутатов трудящихся) |
| 30 марта 1966    |         | Иван Степанович Мокроус                  | 1904—1974  | До Великой Отечественной войны — начальник вооруженной охраны порта, в годы войны — командир Феодосийского партизанского отряда, в 1944 году — зампредседателя исполкома Феодосийского городского комитета Компартии УССР и исполкома городского совета. | |
| 1969             |         | Николай Алексеевич Бойко                 | 1907—1981  | Генерал-майор, начальник политотдела, заместитель по политической части начальника Главного Управления специального строительства Министерства обороны СССР. Участник освобождения Феодосии.                                                             | |
| 1970             |         | Гавриил Тарасович Василенко              | 1910—2004  | Советский военачальник, генерал-лейтенант. Герой Советского Союза (1940). Участник освобождения Феодосии. | постановление бюро Горкома Компартии УССР и исполкома городского Совета народных депутатов трудящихся |
| 1970             |         | Вениамин Яковлевич Горбачёв              | 1915—1985  | Участник Великой Отечественной войны, освобождения Феодосии. Генерал-майор, Герой Советского Союза (1945). | постановление бюро Горкома Компартии УССР и исполкома городского Совета народных депутатов трудящихся |
| 10 сентября 1971 |         | Николай Васильевич Старшинов             | 1915—1972  | Герой Советского Союза (1944), полковник. | постановление бюро Горкома Компартии УССР и исполкома городского Совета народных депутатов трудящихся |
| 10 сентября 1971 |         | Николай Александрович Балабайченко       | 1910—1987  | Бывший директор завода «Гидроприбор». | постановление бюро Горкома Компартии УССР и исполкома городского Совета народных депутатов трудящихся |
| 8 мая 1977       |         | Александр Терентьевич Алтунин            | 1921—1989  | Советский военачальник, генерал армии. Герой Советского Союза (1944). Участник десанта в г. Феодосию в декабре 1941 — январе 1942 гг. | постановление бюро Горкома Компартии УССР и исполкома городского Совета народных депутатов трудящихся |
| 4 ноября 1985    |         | Вера Никифоровна Борисова                | 1938—2008  | Вязальщица Феодосийской чулочной фабрики. Лауреат Государственной премии СССР 1981 года, кавалер орденов Трудового Красного Знамени и Трудовой Славы III степени, делегат ХХV, ХХУI съездов КПСС.                                                        | постановление бюро Горкома Компартии УССР и исполкома городского Совета народных депутатов трудящихся |
| 1996             |         | Александр Романович Довженко (посмертно) | 1918—1995  | Психиатр, нарколог, психотерапевт. Народный врач СССР (1989). | |
| 11 февраля 1998  |         | Александр Васильевич Пресняков           | 1917—2010  | Герой Советского Союза (1944), председатель городского совета ветеранов войны, труда, Вооруженных Сил и органов правопорядка. | решение № 279 16-й сессии Феодосийского городского совета XXII созыва |
| 11 февраля 1998  |         | Тимофей Тимофеевич Копыленко             | 1926—1999  | Руководитель народного коллектива «Ятрань», заслуженный работник культуры Украины. | решение № 279 16-й сессии Феодосийского городского совета XXII созыва |
| 23 марта 1999    |         | Юрий Павлович Большаков                  | 1935       | Начальник морского торгового порта (1964—2001), депутат Феодосийского горсовета. Заслуженный работник транспорта Украины. | решение № 217 10-й сессии Феодосийского городского совета XXIII созыва |
| 23 марта 1999    |         | Юрий Фёдорович Коломийченко (посмертно)  | 1915—1995  | Председатель правления городского общественного туристического клуба «Карадаг». | решение № 217 10-й сессии Феодосийского городского совета XXIII созыва |
| 24 июля 2002     |         | Александр Владимирович Бартенев          | 1956—2013  | Директор Феодосийского предприятия по обеспечению нефтепродуктами. Городской голова Феодосии (2008—2013), Герой Украины (2004). | решение № 243 6-й сессии Феодосийского горсовета XXIV созыва |
| 24 июля 2002     |         | Владимир Александрович Шайдеров          | 1956—2008  | Городской голова Феодосии (1998—2008). | решение № 243 6-й сессии Феодосийского горсовета XXIV созыва |
| 27 марта 2009    |         | Георгий Иванович Десюк                   | 1916—2014  | Ветеран Великой Отечественной войны, участник Керченско-Феодосийской десантной операции. | решение № 2082 47-й сессии Феодосийского горсовета V созыва |
| 26 июня 2009     |         | Степан Иванович Малышев                  | 1933—2018  | Председатель Союза художников маринистов, заслуженный работник культуры Украины. Автор герба Феодосии образца 1967—2016 годов. | решение № 2268 51-й сессии Феодосийского горсовета V созыва |
| 2010             |         | Эдуард Георгиевич Свиридов (посмертно)   | 1928—1992  | Хирург высшей категории, возглавлял хирургическую службу Феодосии с 1960-го по 1990-е годы. | |
| 30 июля 2010     |         | Аида Алексеевна Касаткина                | 1928       | Заслуженный учитель Украины, общественный деятель. | решение № 3134 75-й сессии Феодосийского горсовета V созыва |
| 30 июля 2010     |         | Евгений Васильевич Костюк                | 1931—2015  | Общественный деятель. | решение № 3134 75-й сессии Феодосийского горсовета V созыва |
| 25 июля 2014     |         | Людмила Ивановна Сазыкина                | 1927—2017  | Общественный деятель. | решение № 1950 74-й сессии Феодосийского горсовета VI созыва |
| 28 апреля 2023   |         | Михаил Владимирович Вакуленко            | 1946-2020  | главный хирург Феодосийского горздравотдела (1986-2017) | решение № 614 63-й сессии Феодосийского горсовета II созыва |
| 28 февраля 2025  |         | Арзамасцева Вера Николаевна              | 23.09.1923 | участник Великой Отечественной войны | решение № 70 9-й сессии Феодосийского горсовета III созыва |
| 28 февраля 2025  |         | Ахундова Елена Михайловна                |            | участник Великой Отечественной войны | решение № 70 9-й сессии Феодосийского горсовета III созыва |
| 28 февраля 2025  |         | Гордиенко Николай Андреевич              |            | участник Великой Отечественной войны | решение № 70 9-й сессии Феодосийского горсовета III созыва |
| 28 февраля 2025  |         | Желомонтов Анатолий Яковлевич            |            | участник Великой Отечественной войны | решение № 70 9-й сессии Феодосийского горсовета III созыва |
| 28 февраля 2025  |         | Мартыненко Иван Данилович                | 25.09.1926 | участник Великой Отечественной войны | решение № 70 9-й сессии Феодосийского горсовета III созыва |
| 28 февраля 2025  |         | Нечаева Екатерина Степановна             | 8.02.1926  | участник Великой Отечественной войны | решение № 70 9-й сессии Феодосийского горсовета III созыва |
| 28 февраля 2025  |         | Татьяненко Иван Кириллович               | 15.02.1927 | участник Великой Отечественной войны | решение № 70 9-й сессии Феодосийского горсовета III созыва |